# Matteo Desiderato
Matteo Desiderato oder Desiderati (* 1752 in Sciacca; † 1827 in Catania) war ein italienischer Maler des Klassizismus auf Sizilien.

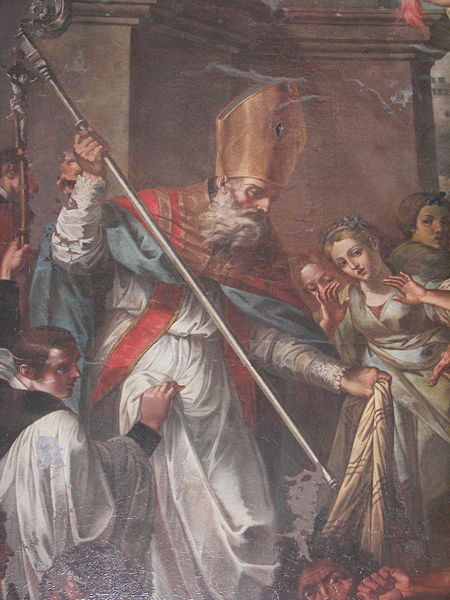
Matteo Desiderato: Der Heilige Bischof Leo von Catania besiegt Heliodor, Chiesa Madre in Santa Maria di Licodia

## Leben
Er war in Rom Schüler des ebenfalls aus Sciacca stammenden Mariano Rossi, anfänglich aktiv in Catania als Mitarbeiter von Sebastiano Lo Monaco im Palazzo Biscari und in der Chiesa di San Benedetto.
Selbständig war er ein gefragter Freskenmaler für Kirchen im Osten Siziliens.
Einer seiner Schüler war Giuseppe Rapisardi.

## Werke
- Chiesa San Benedetto (Catania): Altarbild „Tobias und der Erzengel Raphael“ und (gemeinsam mit Sebastiano Lo Monaco und Giovanni Tuccari) Gewölbefresken
- Chiesa Madre (Santa Maria di Licodia): Altarbild „Der Heilige Leo von Catania besiegt Heliodor“
- Chiesa Madre (Riposto): Altarbild
- Chiesa di Santa Lucia al Monastero (Syrakus): Gewölbefresken
- Chiesa di San Benedetto Abate (Militello): Tafelbild „Die Pest in Palermo“
- Basilica Collegiata San Sebastiano Martire (Acireale): Vier Heiligenbilder
- Chiesa parrocchiale (Aci Castello): Zwei Altarbilder